# SpVgg 06/95 Meiderich
SpVgg 06/95 Meiderich is een Duitse voetbalclub uit Duisburg, Noordrijn-Westfalen. Van 1915 tot 1933 was de club actief op het hoogste niveau.

## Geschiedenis
De club werd opgericht in 1906 als SC Hohenzollern Meiderich. In deze tijd werden meerdere voetbalclubs genoemd naar het Duitse keizershuis. In 1909 sloot de club zich bij de West-Duitse voetbalbond aan. De club speelde aanvankelijk in de tweede klasse, maar door het uitbreken van de Eerste Wereldoorlog werd de Ruhrcompetitie regionaal sterk onderverdeelden werd de club ingedeeld in de groep Duisburg en werd zesde. In het eerste naoorlogse seizoen werd de club ingedeeld in de Noordrijncompetitie en moest na de val van het keizershuis de naam wijzigen en koos voor SVgg Meiderich 06. In de competitie eindigde de club derde achter de twee grote stadsrivalen Duisburger SpV en Meidericher SpV 02. Na dit seizoen werd de Noordrijncompetitie ontbonden en ging de club in de Bergisch-Markse competitie spelen. Deze bestond aanvankelijk uit vier reeksen en werd na één seizoen teruggebracht naar één reeks. Door een zesde plaats in de competitie kwalificeerde de club zich niet en degradeerde. Vanaf 1922 werd de club in de Nederrijnse competitie ondergebracht.
Na enkele seizoenen in de middenmoot werd de club in 1925/26 derde achter Duisburger SpV en Duisburger FV 08, maar wel met drie punten voorsprong op rivaal Meidericher SpV. Hierna werd de competitie in twee groepen opgedeeld en na twee middelmatige seizoenen werd de club vicekampioen in groep A in 1928/29 achter SpVgg Oberhausen-Styrum 04. Hierna kon de club geen goede resultaten meer behalen.
In 1933 werd de competitie grondig geherstructureerd door de NSDAP. De acht West-Duitse competities werden vervangen door drie Gauliga's, waarvoor de club zich niet plaatste.
Op 27 juli 1969 fuseerde de club met TuS Wacker 95 tot de huidige club. Intussen is de club weggezakt tot de lagere competities.